# Moravecké Pavlovice
Moravecké Pavlovice là một làng thuộc huyện Žďár nad Sázavou, vùng Vysočina, Cộng hòa Séc.